# لوري هندلر
لوري هندلر (مواليد 22 أبريل 1965)، هي ممثلة أمريكية.

## روابط خارجية
- Lauri Hendler في قاعدة بيانات الأفلام على الإنترنت